# Rhyothemis triangularis
Rhyothemis triangularis е вид водно конче от семейство Libellulidae. Видът не е застрашен от изчезване.

## Разпространение
Разпространен е в Бруней, Индия (Асам, Карнатака, Керала и Тамил Наду), Индонезия (Калимантан, Суматра и Ява), Китай (Гуандун и Фудзиен), Малайзия (Западна Малайзия, Сабах и Саравак), Сингапур, Тайланд, Филипини, Хонконг и Шри Ланка.